# Mistrzostwa Azji w Biegach Przełajowych 2004
7. Mistrzostwa Azji w Biegach Przełajowych – zawody lekkoatletyczne w przełajach, które odbyły się w lutym 2004 w Pune w Indiach.
Mistrzostwa początkowo planowano rozegrać w 2003, jednak ostatecznie odbyły się rok później, z uwagi na sytuację polityczną w regionie.

## Rezultaty

### Seniorzy
| Konkurencja:     | Złoto     | Wynik  | Srebro       | Wynik   | Brąz         | Wynik   |
| Bieg mężczyzn    | Han Gang  | 39:46  | Chen Mingfu  | 39:48   | Deng Haiyang | 40:11   |
| Drużyna mężczyzn | Chiny     | 6 pkt. | Indie        | 15 pkt. | Iran         | 31 pkt. |
| Bieg kobiet      | Yumi Sato | 21:21  | Ayako Suzuki | 21:54   | Shi Hongjuan | 22:04   |
| Drużyna kobiet   | Japonia   | 7 pkt. | Indie        | 20 pkt. | [ 2 ]        |         |

### Juniorzy
| Konkurencja:            | Złoto                                                     | Wynik   | Srebro                                                  | Wynik   | Brąz                                                         | Wynik   |
| Bieg na 8,4 km mężczyzn | Satoru Kitamura                                           | 25:09   | Yuki Sato                                               | 25:15   | Yuichiro Ueno                                                | 26:15   |
| Drużyna mężczyzn        | Japonia · Satoru Kitamura · Yuki Sato · Yuichiro Ueno     | 6 pkt.  | Indie · Sunil Kumar · Muresh Kumar Yadav · Mukesh Kumar | 19 pkt. | Iran · Mohammad Khazaei · Abdolamir Khazreyan · Mehdi Jalati | 32 pkt. |
| Bieg na 4,3 km kobiet   | Bao Guiying                                               | 13:46   | Rina Fujioka                                            | 13:52   | Zhu Yanmei                                                   | 13:53   |
| Drużyna kobiet          | Japonia · Misaki Katsumata · Yuko Nohara · Tomoka Inadomi | 11 pkt. | Indie · Maheshwari Devi · B.L. Bharati · Renu Joon      | 24 pkt. | Singapur · Sophie Golifer · Ong Calistn · Cassondra Tioh     | 39 pkt. |